# Холщёвики (посёлок станции)
Холщёвики — посёлок станции Холщёвики в городском округе Истра Московской области (с 2006 по 2017 год — посёлок станции сельского поселения Букарёвское Истринского района).

## География
Посёлок станции Холщёвики расположен примерно в 12 км к западу от райцентра Истра, высота над уровнем моря 195 м. Соседние населённые пункты: посёлки Глебовский в полукилометре севернее и Красный — в 1 км на северо-восток.
С Истрой связан автобусным сообщением (автобус № 36).

## Население
| 2002 | 2006 | 2010 |
| ---- | ---- | ---- |
| 80   | ↘76  | ↗95  |